# Morschanskoje
Morschanskoje (russisch Моршанское, deutsch Schreitlacken) ist ein Ort in der russischen Oblast Kaliningrad. Er gehört zur kommunalen Selbstverwaltungseinheit Stadtkreis Gurjewsk im Rajon Gurjewsk.

## Geographische Lage
Morschanskoje liegt 16 Kilometer nördlich der Stadt Kaliningrad (Königsberg) an der Regionalstraße 27A-001 (ex A191). Die nächste Bahnstation ist Kaschtanowka (Mollehnen) an der Bahnstrecke Kaliningrad–Selenogradsk–Pionerski (Königsberg–Cranz–Neukuhren). Südlich des Ortes erstreckt sich das Waldgebiet des les Konstantinowski, früher ein Teil des Forst Fritzen.

## Geschichte
Das einst Schreitlacken genannte Gutsdorf wurde 1874 in den neu geschaffenen Amtsbezirk Schugsten (russisch: Berjosowka) eingegliedert und gehörte zum Landkreis Fischhausen (1939 bis 1945 Landkreis Samland) im Regierungsbezirk Königsberg der preußischen Provinz Ostpreußen.
1910 waren in Schreitlacken 143 Einwohner registriert. Am 30. September 1928 verlor der Ort seine Selbständigkeit und wurde nach Trentitten (russisch: Saizewo) eingemeindet.
Infolge des Zweiten Weltkrieges kam Schreitlacken innerhalb des nördlichen Ostpreußens zur Sowjetunion. Der Ort erhielt im Jahr 1950 die russische Bezeichnung Morschanskoje und wurde gleichzeitig dem Dorfsowjet Nowoselski selski Sowet im Rajon Gurjewsk zugeordnet. Später gelangte der Ort in den Chrabrowski selski Sowet. Von 2008 bis 2013 gehörte Morschanskoje zur Landgemeinde Chrabrowskoje selskoje posselenije und seither zum Stadtkreis Gurjewsk.

## Kirche
Die Einwohnerschaft Schreitlackens war vor 1945 fast ausnahmslos evangelischer Konfession und in das Kirchspiel Laptau (russisch: Muromskoje) eingepfarrt. Es war Teil des Kirchenkreises Königsberg-Land II in der Kirchenprovinz Ostpreußen der Kirche der Altpreußischen Union. Heute liegt Morschanskoje im Einzugsgebiet der evangelisch-lutherischen Auferstehungskirche in Kaliningrad (Königsberg) innerhalb der Propstei Kaliningrad der Evangelisch-lutherischen Kirche Europäisches Russland (ELKER).